# Lascia che piova!
Lascia che piova! (Let It Rain) è un film muto del 1927 diretto da Edward F. Cline. Nel ruolo principale, Douglas MacLean, anche produttore del film.

## Trama
Le avventure di Riley, sergente di marina, che sventa una rapina, conquistando anche il cuore della ragazza di cui si è innamorato.

## Produzione
Il film fu prodotto dalla Douglas MacLean Productions. Il finale del film fu girato a colori, con il sistema 2-strip Technicolor.

## Distribuzione
Il copyright del film, richiesto dalla Famous Players-Lasky Corp., fu registrato il 19 febbraio 1927 con il numero LP23688.
Distribuito dalla Paramount Pictures, il film uscì nelle sale cinematografiche degli Stati Uniti il 12 febbraio 1927.
Non si conoscono copie ancora esistenti della pellicola che viene considerata presumibilmente perduta.